# Gouvernement Tver
Het gouvernement Tver (Russisch: Тверская губерния, Tverskaja goebernija) was een gouvernement (goebernija) van het keizerrijk Rusland. Het gouvernement ontstond uit de gouvernementen Moskou en Jaroslavl en het gebied van het gouvernement ging op in de oblast Kannin. Het gouvernement bestond van  1796 tot 1929. Het gouvernement grensde aan de gouvernementen Vologda, Pskov, Moskou, Smolensk, Jaroslavl en Vladimir. De hoofdstad was Tver.
Het gouvernement ontstond in 1796 uit het gouvernement Sint-Petersburg. In 1803 bestond het gouvernement uit 12 oejazden.  In 1929 werd het gouvernement opgeheven en verdeeld over Moskou en Smolensk. In 1935 werd het gebied rond Tver onderdeel van de oblast Kalinin en na 1990 in de oblast Tver.